# Onur Kıvrak
Onur Recep Kıvrak (1 de gener de 1988) és un futbolista professional turc que juga actualment com a porter pel Trabzonspor en la Süper Lig. El seu malnom és Papallona als fans del Trabzonspor fans a causa de les seves increïbles parades.

## Clubs
Kivrak va signar pel Trabzonspor el 15 de gener de 2008.
El 6 de desembre de 2013, Kivrak va renovar el seu contracte mantenint-se al club fins al 2018. La seva clàusula de rescissió es va fixar en 10 milions d'euros.
El 2 d'octubre de 2014, durant l'Europa League contra el Legia Varsòvia es va trencar els lligaments creuats del genoll esquerre i va ser retirat. Uns 15 dies després es va sotmetre a una cirurgia de genoll i va ser descartat per a la resta de la temporada 2014-15.